# Vladimír Srb
Vladimír Srb (19. června 1856 Hořice – 11. května 1916 Praha) byl český právník a politik. Byl starostou Prahy (v letech 1900–1906) a poslancem Říšské rady.

## Životopis

### Mládí, studium a právnická dráha
Narodil se 19. června 1856 v Hořicích. Otec Antonín Srb byl knihovník, matka Anna Srbová byla spisovatelka, píšící pod pseudonymem Věnceslava Lužická. Sestra Marie byla operní pěvkyní. Když jeho otec v roce 1867 zemřel, rodina se přestěhovala do Prahy. Tam vystudoval akademické gymnázium a Právnickou fakultu Karlo-Ferdinandovy univerzity. Během studií byl předsedou Akademického čtenářského spolku. Roku 1880 získal titul doktora práv. Poté byl advokátním koncipientem v kanceláři JUDr. Tomáše Černého, který byl tou dobou pražským starostou, a v roce 1886 si otevřel vlastní praxi ve Štěpánské ulici.
Roku 1883 se oženil s hudební skladatelkou Marií Kavalierovou (1860–1933) ze známého sklářského rodu Kavalierů. Jejich neteř Pavla Fořtová byla manželkou pražského starosty a prezidentského kancléře Přemysla Šámala. Srbovi tři synové se později dlouze soudili o sklárny po rodině Kavalierů.

### Politická dráha
Jako staročech byl v roce 1889 v Praze zvolen do sboru obecních starších a o rok později i do městské rady, kde zasedal až do roku 1900. V letech 1895 až 1896 byl druhým náměstkem starosty. V prosinci 1896 byl po Čeňku Gregorovi zvolen starostou, své zvolení však nepřijal a stal se tak prvním náměstkem starosty Jana Podlipného. V únoru 1900 již svou volbu přijal a v březnu 1903 byl znovuzvolen. Po skončení druhého volebního období v únoru 1906 zůstal ve sboru obecných starších.
Doba jeho starostování byla poznamenána pokračujícími spory mezi Čechy a Němci. Srb se coby představitel českého tábora snažil Prahu kulturně orientovat na Francii a Paříž místo Vídně. Jako jeden z nejvýše postavených českých volených představitelů zároveň starostenský post využíval akcím přesahujícím rámec pouhé komunální politiky. V prvním roce starostování podnikl oficiální návštěvu Paříže při příležitosti konání tamní Světové výstavy, v roce 1901 pak hostil pařížskou delegaci při příležitosti konání 4. všesokolského sletu. V Praze se také za podpory radnice konaly výstavy Augusta Rodina (1904) a Edvarda Muncha (1905). Za jeho éry byl dokončen Most Legií, k Praze připojena Libeň a došlo k rozhodnutí o asanaci pražského Josefova. V roce 1902 rozhodl o stavbě Obecního domu, v roce 1903 položil základní kámen ke stavbě Husova pomníku na Staroměstském náměstí a nechal zrealizovat také pomník Františka Palackého na stejnojmenném náměstí. V roce 1904 se zasloužil o obnovení památného kostela sv. Martina ve zdi.
Podílel se taky na hospodářských a finančních institucích. Od roku 1893 zasedal v předsednictvu městské spořitelny, v letech 1900–1903 byl jejím ředitelem. Od roku 1907 zasedal jako ředitel nově založené České banky. Byl nositelem Řádu Františka Josefa (II. třída).
Od roku 1890 zastával post člena zemské školní rady. V letech 1901–1913 byl poslancem Českého zemského sněmu. Ve volbách do Říšské rady roku 1907 se stal poslancem Říšské rady (celostátní parlament), kam byl zvolen za okrsek Čechy 003. Ve vídeňském parlamentu setrval jen do své rezignace 19. října 1909. Pak ho v Říšské radě nahradil Karel Sokol.
Zemřel náhle po mozkové mrtvici 11. května 1916 v Praze. Je pohřben je na Vyšehradském hřbitově v hrobce společně se svou matkou.

## Památky
- Busta Vladimíra Srba (spolu s bustou Vojtěcha Friče) se nachází u schodiště na podestě 1. patra uvnitř budovy bývalé Městské pojišťovny v Praze na Staroměstském náměstí čp. 932/6, nese nápis „JUDr. Vladimír Srb“ a je signována „Bendelmayer a Červenka“.[10][11]
- Na bronzové informační desce u vchodu do kostela sv. Martina ve zdi v Praze je uvedeno: „R. 1904 k podnětu starosty měst pražských dr. Vlad. Srba obcí pražskou zakoupen a v l. 1905–1906 znovuzřízen.“
- Po Vladimíru Srbovi byla roku 1947 pojmenována Srbova ulice v Praze-Libni. Tato ulice byla původně Prokopova (1895–1904), pak Boleslavova (1904–40 a 1945–47), též Dobřenského (1940–45).[12]
- Hrobka č. 15H v severozápadní části Vyšehradského hřbitova s textem „A. Srbová-Lužická / Dr. Vladimír Srb.“